# 野战排 (电影)
《野战排》是1986年美国拍摄的一部越战主题电影。由奥利弗·斯通担任编剧和导演，奥利弗·斯通本人曾参加过越战，在他从越南回来后便开始编写“野战排”的剧本，用来反对约翰·韦恩的赞美越战的作品《越南大戰》（The Green Berets）。整部影片的故事大致上基于与他在越战中的经历。主要演员有湯姆·貝林傑、威廉·達佛、查理·辛和佛瑞斯·惠特克。本片获得奥斯卡最佳影片、最佳导演等4个奖项。

## 劇情
故事开始于一个有着反战情绪的新兵克里斯·泰勒（查理·辛扮演）的回忆。他投筆從戎，自大學輟學後自願入伍，之後被配屬至美國陸軍第25步兵師B連，前往越南并开始了在丛林中的战斗。由于异常艰苦的丛林生活和战斗，以及战友对无辜平民的屠杀，使得他从一个熱血的青年变得世故麻木，最後因為自己認同的一位長官遭陷害致死，而對加害者（他的另一位長官）予以槍殺復仇，替被陷害而死的長官討回公道。
除了越战，影片同时也反映了泰勒及他的战友们灵魂深处的一场战争。尽管他们表面上是與北越軍作戰，但全排却因泰勒的两个上司－上士巴内斯（湯姆·貝林傑饰）和中士埃利亚斯（威廉·達佛饰）的爭執而陷入内鬥之中。最后，泰勒站在了埃利亚斯这一边，埃利亚斯虽然崇尚60年代的反叛文化，但他同时也是一个坚强的领导者。在影片中段的一場與北越軍的遭遇戰中，埃利亚斯被巴内斯偷袭陷害，导致同袍弟兄都已登上自直升机脱离战场在天机上，却见威廉班长却没登机，后面十多名越共追殺他配乐悲哀缓慢响起，埃利亞斯跪在地上双手朝天，最終死在敵火之下。電影的其中一張海報即是擷取此段而來。

## 演員
| 角色                        | 職務   | 演員                                         |
| --------------------------- | ------ | -------------------------------------------- |
| 克里斯·泰勒（Chris Taylor） | 二等兵 | 查理·辛                                      |
| 巴恩斯（Barnes）            | 上士   | 湯姆·貝林傑                                  |
| 伊萊亞斯（Elias）           | 中士   | 威廉·達佛                                    |
| 歐尼爾（O'Neill）           | 中士   | 約翰·麥金利                                  |
| 邦尼（Bunny）               |        | 凱文·迪倫（Kevin Dillon）                    |
| 朱尼爾（Junior）            |        | 雷吉·詹森（Reggie Johnson）                  |
| 金（King）                  |        | 凱斯·大衛（Keith David）                     |
| 沃夫（Wolfe）               | 中尉   | 馬克·摩西（Mark Moses）                      |
| Rhah                        |        | 法蘭西斯科·奎恩（Francesco Quinn）           |
| 比格·哈羅德（Big Harold）   |        | 佛瑞斯·惠特克                                |
| 華倫（Warren）              | 中士   | 東尼·陶德                                    |
| 葛蘭德（Gardner）           |        | 鮑勃·歐文（Bob Orwig）                       |
| 沙爾（Sal）                 |        | 理察德·艾德森（Richard Edson）               |
| 萊納（Lerner）              |        | 強尼·戴普                                    |
| 多斯（Doc）                 |        | 保羅·桑切斯（Paul Sanchez）                  |
| 塔布斯（Tubbs）             |        | 安德魯 B. 克拉克（Andrew B. Clark）          |
| 法蘭西斯（Francis）         |        | 科里·格洛佛（Corey Glover）                  |
| 特克斯（Tex）               |        | 大衛·聶道夫（David Neidorf）                 |
| 克勞福德（Crawford）        |        | 克里斯·彼得森（Chris Pedersen）              |
| 艾斯（Ace）                 |        | 詹姆士·特里·麥基爾文（James Terry McIlvain） |
| 費雪（Flash）               |        | 巴西爾·阿查拉（Basile Achara）               |
| 東尼·霍伊特（Tony Hoyt）    |        | 伊凡·凱恩（Ivan Kane）                       |
| 傅·聲（Fu Sheng）           |        | 史蒂夫·巴雷多（Steve Barredo）               |
| 羅德里奎茲（Rodriquez）     |        | 克里斯·卡斯蒂洛喬（Chris Castillejo）        |
| 帕克（Parker）              |        | 彼德·希克斯（Peter Hicks）                   |
| 曼尼（Manny）               |        | 科基·福特（Corkey Ford）                     |
| 莫爾豪斯（Morehouse）       |        | 凱文埃·謝爾曼（Kevin Eshelman）              |
| 艾本霍赫（Ebenhoch）        |        | 馬克 K. 艾本霍赫（Mark K. Ebenhoch）         |
| Huffmeister                 |        | 羅伯特·加洛蒂（Robert Galotti）              |
| 桑德森（Sanderson）         |        | J. 亞當·格洛佛（J. Adam Glover）             |
| 哈里斯（Harris）            | 上尉   | 戴爾·戴伊（Dale Dye）                        |

## 評價
评论对这部影片所反映战争中的血腥暴力褒贬不一。许多美国士兵被描述成野蛮和不分皂白的屠杀者。他们所执行的任务毫无目的和意义，大而化之，这也是整个越南战争的形象。

## 獲獎
《野战排》赢得了奥斯卡最佳影片、最佳导演、最佳剪辑和最佳混音奖。也获得提名包括:最佳男配角（湯姆·貝林傑和威廉·達佛）、最佳摄影、最佳原创剧本。赢得的其他奖项还有金球奖最佳剧情片、最佳导演、最佳男配角（湯姆·貝林傑），美国导演工会奖杰出导演，英国电影学院奖最佳导演、最佳剪辑，柏林影展最佳導演，独立精神奖最佳影片、最佳导演、最佳编剧、最佳摄影。
而在2006年的坎城影展中，《野战排》被重新剪輯成了二十周年特別版，並且公開播出，以彰顯奧利佛史東在影壇的卓越成就。

## 相關聯結
- 續進高棉（The Iron Triangle）（英语：The Iron Triangle (film)）
- 血灑高棉（Platoon Leader）（英语：Platoon Leader (film)）